# Trier English Drama

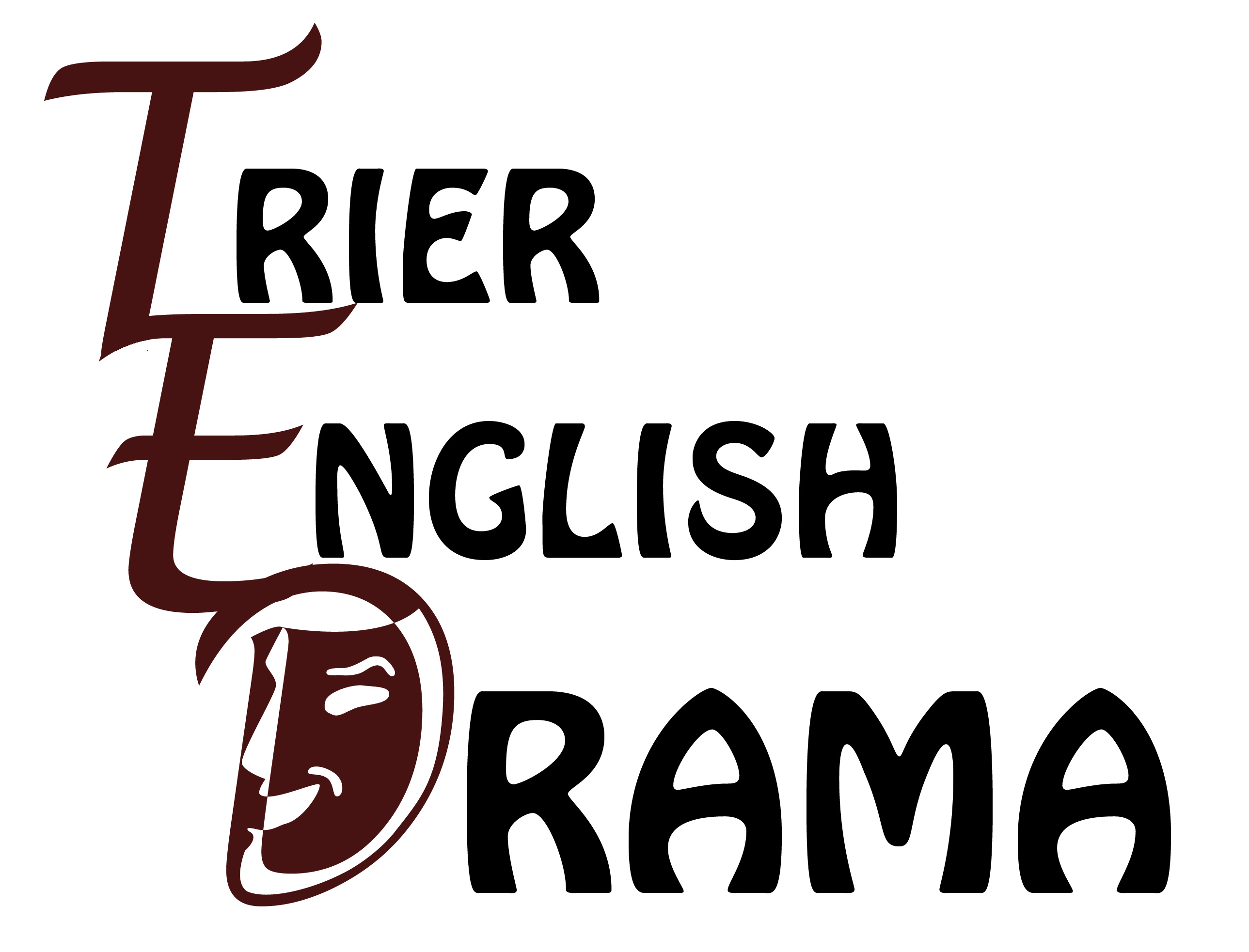
Logo von TED

Trier English Drama (kurz: TED) ist eine englischsprachige Theatergruppe aus Trier.

## Geschichte
Die einzige englischsprachige Theatergruppe im Raum Trier wurde 1974 von Jörg Hasler als Lesekreis für englische Theaterstücke an der Universität gegründet. Erste Aufführungen fanden seit 1978 anfangs in der Aula der Trierer Fachhochschule und dann im Lüftungskeller der Universität („Theater in der Lüftung (TILT)“) statt. Überwiegend unter der künstlerischen Leitung von Norbert Greiner wurden in den ersten Jahren unter anderem Stücke von John Arden und Edward Bond zur Aufführung gebracht.
Von 1983 bis 1991 übernahm Hans-Joachim Eigner die Leitung der Gruppe als Produzent und Regisseur. In dieser Zeit führte sie weiterhin ausschließlich Stücke von zeitgenössischen britischen Autoren auf, darunter Alan Ayckbourn und Alan Bennett.
In den 1990er Jahren wechselte die Gruppe, zeitweilig unter dem Namen „Caution: Students At Play (C:SAP)“ und später „English Drama Group Trier“, aus dem Lüftungskeller in die Kapelle am Campus II. Sie begann nun auch Stücke von amerikanischen Autoren und William Shakespeare zu spielen. Nach drei Jahren unter Leitung von Carolyn Burlingame inszenierte 1995/1996 Christian Scholze zwei Stücke mit der Gruppe.
1997 übernahmen Elke und Christoph Nonn die Verantwortung als Regisseure und Produzenten. Unter ihrer Leitung wechselte die Gruppe nach Unstimmigkeiten mit der Verwaltung der Trierer Universität an größere Bühnen in der Innenstadt. Nach zwei Aufführungen in der ehemaligen „Produktion am Dom“ fand sie 2008 in der Tuchfabrik Trier ein festes Zuhause. Seit 2010 spielt sie unter dem Namen „Trier English Drama (TED)“.

## Aufführungen
| Spieljahr | Stück                                        | Autor | Regie                                                 |
| --------- | -------------------------------------------- | --- | ----------------------------------------------------- |
| 2020      | A Midsummer Night’s Dream                    | William Shakespeare                                                                                         | Christoph Nonn                                        |
| 2019      | Too Much Light Makes The Baby Go Blind       | Greg Allen                                                                                                  | Elke Nonn & Christian Lühr                            |
|           | The Glove Thief                              | Beth Flintoff                                                                                               | Christoph Nonn                                        |
| 2018      | Emma                                         | Jane Austen (adapted for the stage by Martin Millar & Doon MacKichan)                                       | Christoph Nonn                                        |
| 2017      | Hysteria                                     | Terry Johnson                                                                                               | Christoph Nonn                                        |
|           | Blue Stockings                               | Jessica Swale                                                                                               | Christoph Nonn                                        |
| 2016      | Sense and Sensibility                        | Jane Austen (adapted for the stage by Jessica Swale)                                                        | Christoph Nonn                                        |
|           | Love Letters                                 | A. R. Gurney                                                                                                | Elke Nonn                                             |
| 2015      | Arsenic and Old Lace                         | Joseph Kesselring                                                                                           | Elke Nonn                                             |
|           | The Vampyre                                  | Tim Kelly                                                                                                   | Elke Nonn                                             |
| 2014      | Popcorn                                      | Ben Elton                                                                                                   | Elke Nonn                                             |
| 2013      | Macbeth                                      | William Shakespeare (adapted for the stage by Christoph Nonn)                                               | Christoph Nonn                                        |
| 2012      | Twelve Angry Men                             | Reginald Rose                                                                                               | Elke & Christoph Nonn                                 |
|           | Northanger Abbey                             | Jane Austen (adapted for the stage by Christoph Nonn)                                                       | Christoph Nonn                                        |
| 2011      | The Importance of Being Earnest              | Oscar Wilde                                                                                                 | Elke Nonn                                             |
|           | Maskerade                                    | Terry Pratchett (adapted for the stage by Stephen Briggs)                                                   | Christoph Nonn                                        |
| 2010      | A Midsummer Night’s Dream                    | William Shakespeare                                                                                         | Christoph Nonn                                        |
|           | All In The Timing – An Evening of David Ives | David Ives                                                                                                  | Elke & Christoph Nonn & Victoria Bützler              |
| 2009      | Pride and Prejudice                          | Jane Austen (adapted for the stage by Christoph Nonn)                                                       | Christoph Nonn                                        |
|           | Wyrd Sisters                                 | Terry Pratchett (adapted for the stage by Stephen Briggs)                                                   | Elke & Christoph Nonn                                 |
| 2008      | GOD                                          | Woody Allen                                                                                                 | Elke Nonn                                             |
|           | All In The Timing – An Evening Of David Ives | David Ives                                                                                                  | Elke & Christoph Nonn                                 |
| 2007      | The Merchant of Venice                       | William Shakespeare                                                                                         | Elke & Christoph Nonn                                 |
|           | Much Ado About Nothing                       | William Shakespeare                                                                                         | Elke Nonn                                             |
| 2006      | Marriage & Murder                            | Three scenes by James Saunders & Nick Stoller                                                               | Elke Nonn                                             |
| 2005      | Arcadia                                      | Tom Stoppard                                                                                                | Elke Nonn                                             |
| 2004      | Much Ado About Nothing                       | William Shakespeare                                                                                         | Elke Nonn                                             |
| 2003      | Arsenic and Old Lace                         | Joseph Kesselring                                                                                           | Elke Nonn                                             |
| 2002      | Kindertransport                              | Diane Samuels                                                                                               | Christoph Nonn                                        |
|           | Dancing at Lughnasa                          | Brian Friel                                                                                                 | Elke Nonn                                             |
| 2001      | Rosencrantz and Guildenstern are Dead        | Tom Stoppard                                                                                                | Christoph Nonn                                        |
| 2000      | The Island                                   | James Saunders                                                                                              | Elke Nonn                                             |
|           | Hamlet                                       | William Shakespeare                                                                                         | Christoph Nonn                                        |
| 1999      | The Importance of Being Earnest              | Oscar Wilde                                                                                                 | Elke Nonn                                             |
| 1998      | A Midsummer Night’s Dream                    | William Shakespeare                                                                                         | Christoph Nonn                                        |
| 1997      | Twelfth Night                                | William Shakespeare                                                                                         | Christoph Nonn                                        |
| 1996      | The Man Who Came to Dinner                   | George S. Kaufman and Moss Hart                                                                             | Christian Scholze                                     |
| 1995      | The Crucible                                 | Arthur Miller                                                                                               | Christian Scholze                                     |
| 1994      | Just Kidding                                 | Scenes from four plays by Neil Simon                                                                        | Carolyn Burlingame, Florian Lühnsdorf, Christoph Nonn |
| 1993      | Rare and Well-Done                           | Scenes from: - Caryl Churchill: Top Girls - Alan Ayckbourn: Confusions - Christopher Durang: Beyond Therapy | Carolyn Burlingame, Florian Lühnsdorf                 |
| 1992      | God / The Real Inspector Hound               | Woody Allen / Tom Stoppard                                                                                  | Carolyn Burlingame                                    |
| 1991      | Habeas Corpus                                | Alan Bennett                                                                                                | Hans-Joachim Eigner                                   |
| 1990      | Local Affairs                                | Richard Harris                                                                                              | Hans-Joachim Eigner                                   |
| 1989      | Tomb With A View                             | Norman Robbins                                                                                              | Hans-Joachim Eigner                                   |
| 1988      | Little Boxes                                 | John Bowen                                                                                                  | Hans-Joachim Eigner                                   |
| 1987      | Zodiac                                       | David Campton                                                                                               | Hans-Joachim Eigner                                   |
| 1986      | Macbeth – A Comedy                           | David McGillivray & Walter Zerlin                                                                           | Hans-Joachim Eigner                                   |
| 1985      | No Time For Figleaves                        | Duncan Greenwood                                                                                            | Hans-Joachim Eigner                                   |
| 1984      | Joking Apart                                 | Alan Ayckbourn                                                                                              | Hans-Joachim Eigner                                   |
| 1983      | The Land of Palms                            | David Cregan                                                                                                | Jörg Hasler/Jane Knowles                              |
| 1982      | The Sea                                      | Edward Bond                                                                                                 | Hans-Joachim Eigner                                   |
| 1981      | The Happy Heaven                             | John Arden                                                                                                  | Norbert Greiner                                       |
| 1980      | Was He Anyone?                               | N. F. Simpson                                                                                               | Norbert Greiner                                       |
| 1979      | Bedtime Story                                | Sean O’Casey                                                                                                | Helmut Uwer                                           |
|           | Harold Pinter Sketches                       | Harold Pinter                                                                                               | Gebhard Zinsser                                       |
| 1978      | The Business of Good Government              | John Arden / Margaretta Darcy                                                                               | Norbert Greiner                                       |